# Foulness Island
Foulness Island är en ö i Storbritannien.   Den ligger i riksdelen England, i den sydöstra delen av landet, 70 km öster om huvudstaden London.